# Байрамов Володимир Караджайович
Володимир Караджайович Байрамов (нар. 2 серпня 1980, Ашгабат, Туркменська РСР) — туркменський та російський футболіст, нападник. Має великий досвід виступів за національну збірну Туркменістану (2001—2013).

## Життєпис
Володимир народився у місті Ашгабат. Футболом займається з 8 років. Перший тренер – Сергій Казанков. Випускник середньої школи №39 міста Ашгабата.
Навчався в Інституті спорту та туризму Туркменістану за спеціальністю тренерська робота.
Молодший брат Назар Байрамов — футболіст. У 2001 році одружився. Дружина Джемма – банкір.

### Клубна кар'єра
Професіональну футбольну кар'єру розпочав у 17 років, 1997—1999 грав за ашхабатський «Копетдаг». Потім переїхав до Казахстану. Сезони 1999—2000 виступав за колективи «Женіс» (Астана) та «Аксесс-Голден Грейн». Другу половину сезону 2001 року провів у Росії, у смоленському «Кристалі».
У 2002 році орендований на рік красноярським «Металургом».
Новий сезон Байрамов розпочав у казанському «Рубіні». Йому не вдалося закріпитися в основному складі «Рубіна», в перший свій сезон у казанському клубі Байрамов здебільшого грав у турнірі дублерів, де забив декілька голів. Загалом у дебютному сезоні у Прем'єр-лізі провів 1 матч. У середині літа 2003 року футболістові запропонували перейти в оренду до грозненського «Терека».

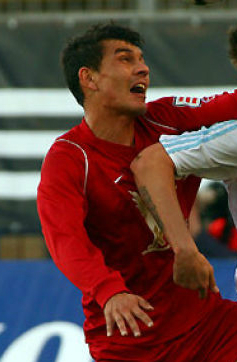
Володимир Байрамов у «Рубіні»

Влітку 2003 року перейшов в оренду до «Терека» до завершення сезону 2003 року. За грозненський клуб дебютував у поєдинку з калінінградською «Балтикою», вийшовши на заміну у другому таймі, «Терек» виграв із рахунком 1:0. За клуб Байрамов провів 20 офіційних матчів у Першості Росії та відзначився 8-ма голами. У складі «Терека» став володарем Кубку Росії 2003/04.
У грудні 2007 року Байрамов підписав довгострокову угоду (3 роки) із підмосковним клубом «Хімки». «Якщо чесно, давно зрозумів, що мені потрібно змінити обстановку, круто змінити свою кар'єру. До того ж останній сезон був невдалим для Рубіна, — заявив футболіст в інтерв'ю після підписання контракту. — Ніхто мене не змушував переходити в Хімки — я сам так вирішив». За клуб Байрамов провів 15 офіційних матчів у чемпіонаті Росії та не відзначився жодним голом. У грудні 2009 року став вільним агентом та залишив «Хімки». У липні 2011 року перебував на перегляді у підмосковному клубі.
Взимку 2009 року «Тобол» офіційно оголосив, що Володимир Байрамов приєднався до клубу на правах оренди. За підсумками 2009 року Байрамов став найкращим бомбардиром чемпіонату Казахстану, забивши 20 м'ячів за сезон.
У 2011 році перейшов до «Кайрату».
З 2012 року гравець туркменського клубу «Ахала».
З 2013 грає за балканабадський клуб «Балкан». У вересні 2013 року у складі «Балкану» став володарем Кубка президента АФК 2013. У цьому ж клубі завершив кар'єру футболіста у 2013 році.
Після завершення кар'єри гравця почав проживати у Казані, отримавши громадянство Росії. Грає у міських змаганнях з футзалу.

## Збірна Туркменістану
Учасник Кубку Азії 2004 року.

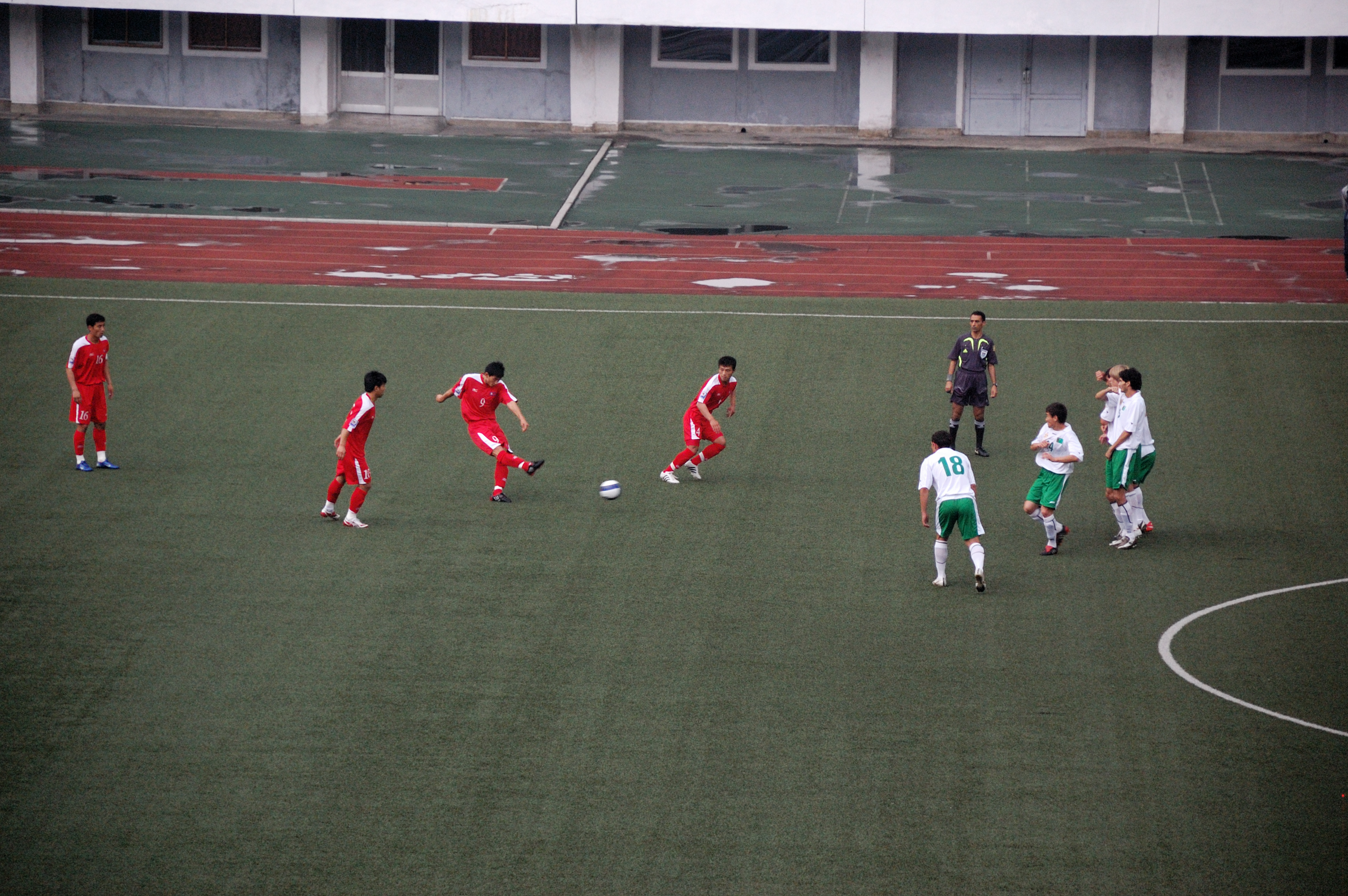
В матчі з КНДР (номер 18)

22 березня 2013 року зробив дубль, у матчі проти Камбоджі у кваліфікації Кубку виклику АФК, матч закінчився розгромом 7:0.

## Статистика виступів

### Клубна
Станом на 26 листопад 2019
| Клуб                        | Сезон             | Ліга                    | Ліга  | Ліга | Нац. кубок | Нац. кубок | Конт. кубок | Конт. кубок | Інші  | Інші | Загалом | Загалом |
| Клуб                        | Сезон             | Дивізіон                | Матчі | Голи | Матчі      | Голи       | Матчі       | Голи        | Матчі | Голи | Матчі   | Голи    |
| --------------------------- | ----------------- | ----------------------- | ----- | ---- | ---------- | ---------- | ----------- | ----------- | ----- | ---- | ------- | ------- |
| «Копетдаг» (Ашгабат)        | 1998–99           | Йокарі-Ліга             |       |      |            |            | -           | -           | -     | -    |         |         |
| «Женіс» (Астана)            | 1999              | Прем'єр-ліга Казахстану | 21    | 6    |            |            | -           | -           | -     | -    | 21      | 6       |
| «Аксесс-Голден Грей»        | 2000              | Прем'єр-ліга Казахстану | 24    | 7    |            |            | -           | -           | -     | -    | 24      | 7       |
| «Кристал» (Смоленськ)       | 2001              | Перший дивізіон Росії   | 15    | 1    |            |            | -           | -           | -     | -    | 15      | 1       |
| «Металург» (Красноярськ)    | 2002              | Перший дивізіон Росії   | 20    | 1    |            |            | -           | -           | -     | -    | 20      | 1       |
| «Рубін» (Казань)            | 2003              | Прем'єр-ліга Росії      | 1     | 0    | 0          | 0          | -           | -           | -     | -    | 1       | 0       |
| «Рубін» (Казань)            | 2004              | Прем'єр-ліга Росії      | 13    | 3    | 2          | 0          | 1           | 0           | -     | -    | 16      | 3       |
| «Рубін» (Казань)            | 2005              | Прем'єр-ліга Росії      | 21    | 6    | 2          | 1          | -           | -           | -     | -    | 23      | 7       |
| «Рубін» (Казань)            | 2006              | Прем'єр-ліга Росії      | 25    | 2    | 6          | 0          | -           | -           | -     | -    | 31      | 2       |
| «Рубін» (Казань)            | 2007              | Прем'єр-ліга Росії      | 23    | 4    | 1          | 0          | -           | -           | -     | -    | 24      | 4       |
| «Рубін» (Казань)            | Загалом           | Загалом                 | 83    | 15   | 11         | 1          | 1           | 0           | -     | -    | 95      | 16      |
| «Терек» (Грозний) (оренда)  | 2003              | Перший дивізіон Росії   | 20    | 8    | 1          | 0          | -           | -           | -     | -    | 21      | 8       |
| «Хімки»                     | 2008              | Прем'єр-ліга Росії      | 15    | 0    | 1          | 0          | -           | -           | -     | -    | 16      | 0       |
| «Хімки»                     | 2009              | Прем'єр-ліга Росії      | 0     | 0    | 0          | 0          | -           | -           | -     | -    | 0       | 0       |
| «Хімки»                     | Загалом           | Загалом                 | 15    | 0    | 1          | 0          | -           | -           | -     | -    | 16      | 0       |
| «Тобол» (Костанай) (оренда) | 2009              | Прем'єр-ліга Казахстану | 22    | 20   |            |            | -           | -           | -     | -    | 22      | 20      |
| «Кайрат»                    | 2011              | Прем'єр-ліга Казахстану | 12    | 1    | 2          | 1          | -           | -           | -     | -    | 14      | 2       |
| «Ахал»                      | 2012              | Йокарі-Ліга             |       |      |            |            | -           | -           | -     | -    |         |         |
| «Небітчі»                   | 2013              | Йокарі-Ліга             |       |      |            |            | -           | -           | -     | -    |         |         |
| Усього за кар'єру           | Усього за кар'єру | Усього за кар'єру       | 232   | 59   | 15         | 2          | 1           | 0           | -     | -    | 248     | 61      |

### У збірній

#### По матчах
| національна збірна Туркменістану | національна збірна Туркменістану | національна збірна Туркменістану |
| Рік                              | Матчі                            | Голи                             |
| -------------------------------- | -------------------------------- | -------------------------------- |
| 2000                             | 3                                | 5                                |
| 2001                             | 6                                | 2                                |
| 2002                             | 0                                | 0                                |
| 2003                             | 6                                | 1                                |
| 2004                             | 9                                | 4                                |
| 2005                             | 0                                | 0                                |
| 2006                             | 0                                | 0                                |
| 2007                             | 3                                | 1                                |
| 2008                             | 5                                | 0                                |
| 2009                             | 0                                | 0                                |
| 2010                             | 0                                | 0                                |
| 2011                             | 0                                | 0                                |
| 2012                             | 1                                | 1                                |
| 2013                             | 2                                | 2                                |
| Загалом                          | 35                               | 16                               |

Станому на 26 березня 2013

#### Голи за збірну
Станом на 26 березня 2013
Рахунок та результат збірної Туркменістану у вище вказаній таблиці подано на першому місці.
| #   | Дата              | Місце                                                              | Суперник   | Рахунок | Результат | Змагання                            |
| --- | ----------------- | ------------------------------------------------------------------ | ---------- | ------- | --------- | ----------------------------------- |
| 1.  | 12 лютого 2000    | Мохаммед Аль-Хамад, Хаваллі, Кувейт                                | Ємен       | 1–0     | 1–0       | кваліфікація кубку Азії 2000        |
| 2.  | 14 лютого 2000    | Мохаммед Аль-Хамад, Хаваллі, Кувейт                                | Непал      | 2–0     | 5–0       | кваліфікація кубку Азії 2000        |
| 3.  | 16 лютого 2000    | Мохаммед Аль-Хамад, Хаваллі, Кувейт                                | Бутан      | 2–0     | 8–0       | кваліфікація кубку Азії 2000        |
| 4.  | 16 лютого 2000    | Мохаммед Аль-Хамад, Хаваллі, Кувейт                                | Бутан      | 4–0     | 8–0       | кваліфікація кубку Азії 2000        |
| 5.  | 16 лютого 2000    | Мохаммед Аль-Хамад, Хаваллі, Кувейт                                | Бутан      | 7–0     | 8–0       | кваліфікація кубку Азії 2000        |
| 6.  | 3 травня 2001     | Міжнародний стадіон Аммана, Амман, Йорданія                        | Узбекистан | 1–2     | 2–5       | кваліфікація чемпіонату світу 2002  |
| 7.  | 3 травня 2001     | Міжнародний стадіон Аммана, Амман, Йорданія                        | Узбекистан | 2–2     | 2–5       | кваліфікація чемпіонату світу 2002  |
| 8.  | 19 жовтня 2003    | Олімпійський стадіон Сапармурат Туркменбаши, Ашгабат, Туркменістан | ОАЕ        | 1–0     | 1–0       | кваліфікація чемпіонату світу 2004  |
| 9.  | 18 лютого 2004    | Копетдаг, Ашгабат, Туркменістан                                    | Шрі-Ланка  | 2–0     | 2–0       | кваліфікація чемпіонату світу 2004  |
| 10. | 31 березня 2004   | Олімпійський стадіон Сапармурат Туркменбаши, Ашгабат, Туркменістан | Індонезія  | 1–0     | 3–1       | кваліфікація чемпіонату світу 2006  |
| 11. | 31 березня 2004   | Олімпійський стадіон Сапармурат Туркменбаши, Ашгабат, Туркменістан | Індонезія  | 3–1     | 3–1       | кваліфікація чемпіонату світу 2006  |
| 12. | 22 липня 2004     | Футбольний стадіон Ченду, Ченду, Китай                             | Ірак       | 1–1     | 2–3       | Кубок Азії 2004                     |
| 13. | 18 листопада 2007 | Олімпійський стадіон Сапармурат Туркменбаши, Ашгабат, Туркменістан | Гонконг    | 2–0     | 3–0       | кваліфікація чемпіонату світу 2010  |
| 14. | 24 жовтня 2012    | Тонг Нгат, Хошимін, В'єтнам                                        | В'єтнам    | 1–0     | 1–0       | Товариський матч                    |
| 15. | 22 березня 2013   | Хосе Різал, Маніла, Філіппіни                                      | Камбоджа   | 2–0     | 7–0       | кваліфікація кубку виклику АФК 2014 |
| 16. | 22 березня 2013   | Хосе Різал, Маніла, Філіппіни                                      | Камбоджа   | 3–0     | 7–0       | кваліфікація кубку виклику АФК 2014 |

## Досягнення
- Чемпіон Туркменістану: 1998
- Володар Кубка Туркменістану: 1997, 1999
- Володар Кубка Росії: 2003-04
- Володар Кубка президента АФК: 2013